# Johnny Stompanato
Johnny Stompanato Jr. va ser un infant de marina nord-americana. Casat i amb fills, és conegut perquè va tenir una relació amorosa amb l'actriu Lana Turner, amb qui va acabar convivint. Posteriorment va ser assassinat per la filla de l'actriu, Cheryl Crane, durant un discussió entre la parella el 4 d'abril de 1958, a la mansió de l'actriu, a Beverly Hills.
La filla de Turner, de 14 anys, mantenia una pèssima relació amb Stompanato farta del maltractament cap a ella i la seva mare. En un atac d'alienació mental i en defensa de la seva mare, li va clavar una punyalada a l'estómac, que li va causar la mort poc després.
El fet va ser un escàndol als Estats Units, convertint-se en un circ mediàtic que va comportar un llarg i costós procés judicial que va acabar amb l'absolució de Cheryl Crane, fet que va provocar una gran commoció. En el judici, Lana Turner va donar un dramàtic testimoniatge.
Un amic de Johnny Stompanato, Mickey Cohen, relacionat amb el món delictiu de Los Angeles, va demandar a Lana Turner per l'assassinat del seu amic, però el judici no va prosperar.

## Miscel·lània
De caràcter summament gelós, a principis de 1954 va seguir la seva amant fins a un rodatge a Anglaterra, on va protagonitzar un incident amb l'actor Sean Connery. Durant la filmació d'una pel·lícula a Londres, va amenaçar a l'actor amb una arma. Connery va aconseguir desarmar-lo i deixar-lo fora de combat, expulsant-lo de l'estudi.

## Als mitjans
- El 1979, Rene Ricard va escriure un dels seus poemes més coneguts, The Death of Johnny Stompanato, publicat en traducció italiana el 1981 i tornat a publicar al seu llibre Love Poems, CUZ Editions, 1999.
- En les novel·les deJames Ellroy, Stompanato és un personatge menor a The Big Nowhere, i a L.A. Confidential Stompanato té un paper clau en la conspiració al centre de la història. Al final de la novel·la, Ellroy descriu a la trama fictícia molts dels detalls de la vida real de la mort de Stompanato.
- A la pel·lícula de 1997 L.A. Confidential, Stompanato és retratat per Paolo Seganti, i es veu assegut en un estand amb Lana Turner, retratat per Brenda Bakke, al cafè Formosa de West Hollywood.
- El novembre de 2009 es va emetre per primera vegada l'obra original Una nit amb Johnny Stompanato a BBC Radio 4.
- Stompanato és interpretat per James Carpinello a la pel·lícula de 2013 Gangster Squad.
- Stompanato apareix en el videojoc de 2011 L.A. Noire com un associat del mafiós Mickey Cohen amb la veu d'Andy Davoli.